# Magnetomiografia
La magnetomiografia (MMG) és una tècnica per cartografiar l'activitat muscular mitjançant el registre de camps magnètics produïts per corrents elèctrics que es produeixen naturalment als músculs, utilitzant matrius de SQUID (dispositius superconductors d'interferència quàntica) Té una millor capacitat que l'electromiografia per detectar corrents lentes o directes. La magnitud del senyal MMG és de l'escala de pico (10^−12) a femto (10^−15) Tesla (T). La miniaturització de la MMG ofereix la possibilitat de modernitzar els voluminosos SQUID en sensors magnètics miniaturitzats portàtils.
Dos factors clau per al desenvolupament del mètode MMG: 1) mala resolució espacial dels senyals EMG quan es registren de manera no invasiva a la pell, on les mesures EMG d'última generació es fan fins i tot utilitzant sondes d'enregistrament d'agulla, cosa que permet avaluar amb precisió l'activitat muscular però és dolorosa i limitada a zones petites amb punts de mostreig espacials deficients; 2) poca biocompatibilitat dels sensors EMG implantables a causa de la interfície metall-teixit. Els sensors MMG tenen el potencial d'abordar ambdues deficiències simultàniament perquè: 1) la mida del camp magnètic es redueix significativament amb la distància entre l'origen i el sensor, de manera que la resolució espacial MMG augmenta; i 2) els sensors MMG no necessiten contactes elèctrics per registrar, per tant, si estan completament empaquetats amb materials o polímers biocompatibles, poden millorar la biocompatibilitat a llarg termini.

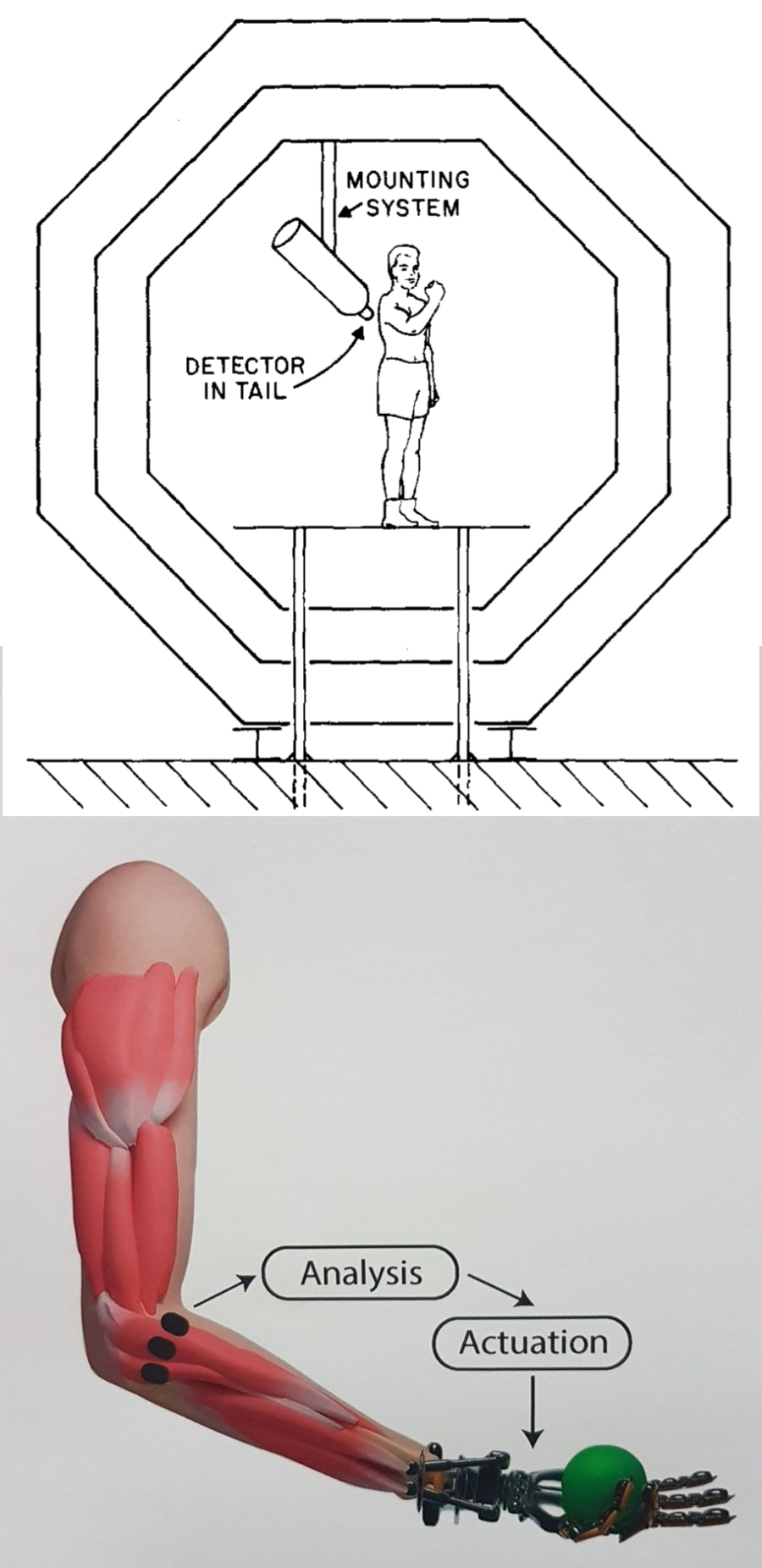
MMG utilitzant SQUIDs convencionals[1] (a dalt) i sensors magnètics implantables miniaturitzats[2] (a baix).

## Història
A principis del segle XVIII, es van investigar els senyals elèctrics dels teixits vius. Aquests investigadors han promogut moltes innovacions en l'atenció mèdica, especialment en el diagnòstic mèdic. Alguns exemples es basen en senyals elèctrics produïts per teixits humans, com ara l'electrocardiograma (ECG), l'electroencefalografia (EEG) i l'electromiograma (EMG). A més, amb el desenvolupament de les tecnologies, la mesura biomagnètica del cos humà, que consisteix en magnetocardiograma (MCG), magnetoencefalografia (MEG) i magnetomiograma (MMG), va proporcionar proves clares que l'existència dels camps magnètics dels corrents d'acció iònica en teixits elèctricament actius es pot utilitzar per registrar activitats. Per al primer intent, David Cohen va utilitzar un magnetòmetre de dispositiu d'interferència quàntica superconductor de contacte puntual (SQUID) en una habitació blindada per mesurar el MCG. Van informar que la sensibilitat del MCG enregistrat era ordres de magnitud superior a la del MCG enregistrat anteriorment. El mateix investigador va continuar aquesta mesura MEG utilitzant un magnetòmetre SQUID més sensible sense mitjana de soroll. Va comparar l'EEG i el MEG de ritme alfa enregistrats tant per subjectes normals com anormals. Es demostra que el MEG ha produït informació nova i diferent proporcionada per l'EEG. Com que el cor pot produir un camp magnètic relativament gran en comparació amb el cervell i altres òrgans, la primera investigació del camp biomagnètic es va originar a partir del modelatge matemàtic del MCG. Els primers estudis experimentals també es van centrar en el MCG. A més, aquests estudis experimentals pateixen d'una resolució espacial i una sensibilitat inevitables baixes a causa de la manca de mètodes de detecció sofisticats. Amb els avenços en la tecnologia, la investigació s'ha expandit a la funció cerebral, i els estudis preliminars dels MEG evocats van començar a la dècada de 1980. Aquests estudis van proporcionar alguns detalls sobre quines poblacions neuronals contribuïen als senyals magnètics generats pel cervell. Tanmateix, els senyals de les neurones individuals eren massa febles per ser detectats. Es requereix un grup de més de 10.000 dendrites com a grup per generar un senyal MEG detectable. En aquell moment, l'abundància de limitacions físiques, tècniques i matemàtiques impedia les comparacions quantitatives de teories i experiments que implicaven electrocardiogrames humans i altres registres biomagnètics. A causa de la manca d'un model de microfont precís, és més difícil determinar quins factors fisiològics específics influeixen en la força dels senyals MEG i altres senyals biomagnètics i quins factors dominen la resolució espacial assolible. En les últimes tres dècades, s'ha dut a terme una gran quantitat de recerca per mesurar i analitzar el camp magnètic generat pel flux de corrents ex vivo en axons i fibres musculars aïllats. Aquestes mesures han estat recolzades per alguns estudis teòrics complexos i el desenvolupament d'amplificadors de temperatura ambient ultrasensibles i sondes de corrent neuromagnètiques. Avui dia, la tecnologia d'enregistrament magnètic a nivell cel·lular s'ha convertit en una tècnica de mesura quantitativa per als corrents operatius.
Avui dia, els senyals MMG poden convertir-se en un indicador important en el diagnòstic mèdic, la rehabilitació, la monitorització de la salut i el control de la robòtica. Els avenços recents en la tecnologia han aplanat el camí per registrar i diagnosticar de forma remota i contínua malalties del múscul i del nervi perifèric dels individus. Motivat per l'exploració del comportament electrofisiològic de l'úter abans del part, l'MMG es va utilitzar principalment en la monitorització de la salut durant l'embaràs. A més, l'MMG té el potencial de ser utilitzat en la rehabilitació, com ara la lesió traumàtica del nervi, la lesió de la medul·la espinal i la síndrome d'atrapament.

## MMG miniaturitzat
La magnitud dels senyals MMG és inferior a la del cor i el cervell. La densitat espectral mínima podria assolir un límit de detecció (LOD) de centenars de fT/√Hz a baixes freqüències, especialment entre 10 Hz i 100 Hz. En un treball seminal de Cohen i Gilver el 1972, van descobrir i registrar senyals MMG utilitzant dispositius d'interferència quàntica superconductors (SQUID). Van liderar el desenvolupament de MMG fins ara, ja que és el dispositiu més sensible actualment amb el límit de detecció (LOD) de femto-Tesla, i possiblement aconsegueixen un LOD de 20-20-Tesla amb promediació. El mesurament MMG d'última generació està dominat pels SQUID. No obstant això, el seu cost ultraelevat i el seu pes feixuc limiten la propagació d'aquesta tècnica de detecció magnètica. En els darrers anys, els magnetòmetres de bombament òptic (OPM) s'han desenvolupat ràpidament per estudiar la innervació dels nervis i músculs de la mà com a investigacions de prova de concepte. Els OPM amb una mida física petita han millorat significativament els seus LOD durant els darrers anys, especialment de fabricants competidors, com ara QuSpin Inc., FieldLine Inc. i Twinleaf. Amb els OPM s'ha aconseguit una sensibilitat inferior a 100 fT/√Hz. El MMG encara no ha estat un mètode comú, principalment a causa de la seva petita magnitud, que es pot veure fàcilment afectada pel soroll magnètic circumdant. Per exemple, l'amplitud del camp magnètic terrestre és uns cinc milions de vegades més gran i el soroll ambiental de les línies elèctriques pot arribar a un nivell de nano-Tesla. A més, els experiments actuals basats en SQUID i OPM per a la detecció de MMG es duen a terme en habitacions fortament blindades, que són cares i voluminoses per a l'ús diari personal. En conseqüència, el desenvolupament de mètodes de detecció biomagnètica miniaturitzats, de baix cost i a temperatura ambient constituiria un pas important cap a una apreciació més àmplia del biomagnetisme.
S'ha dut a terme amb èxit un sensor Hall d'alt rendiment amb el seu circuit de lectura integrat en tecnologia CMOS. Tanmateix, els sensors Hall requereixen una font d'alimentació de CC altament estable per excitar l'efecte Hall i un circuit d'interfície complex per processar els voltatges Hall febles recollits sota soroll circumdant. Recentment s'han proposat sensors magnetoresistius de túnel miniaturitzats, així com sensors magnetoelèctrics per al futur del MMG en forma de dispositius portàtils. Són compatibles amb CMOS i la sortida del seu sensor es pot llegir mitjançant un front-end analògic. El sensor TMR miniaturitzat podria ser una alternativa eficaç per a futures mesures MMG amb costos operatius relativament baixos.